# 俞得儒
俞得儒（1384年—1461年），字大雅，浙江寧波人，明朝政治人物、進士。
永樂九年（1411年）辛卯科三甲第六名进士，改庶吉士，官監察御史。后改為濱州知州。正統元年，乞求歸鄉。